# Conde da Azambuja
Conde da Azambuja é um título nobiliárquico criado por D. José I de Portugal, por Decreto de 21 de Maio de 1763, em favor de António Rolim de Moura, antes Senhor da Azambuja de juro e herdade.
Titulares
1. António Rolim de Moura, Senhor e 1.º Conde da Azambuja;
2. José Maria Rolim de Moura de Mendoça, 2.º Conde da Azambuja;
3. D. Augusto Pedro de Mendoça Rolim de Moura Barreto, 3.º Conde da Azambuja.

Após a Implantação da República Portuguesa, e com o fim do sistema nobiliárquico, usaram o título: 
1. D. Nuno de Mendoça Rolim de Moura Barreto, 4.º Conde da Azambuja;
2. D. Augusto Pedro de Mendoça Rolim de Moura Barreto, 5.º Conde da Azambuja;
3. D. Maria da Assunção Manuel de Mendoça, 6.ª Condessa da Azambuja;
4. António José Aniceto de Siqueira Freire, 7.º Conde da Azambuja, 6.º Conde de São Martinho;
5. Maria Joana Aouad de Mendoça de Siqueira, 8.ª Condessa da Azambuja, 7.ª Condessa de São Martinho.
6. Jose Carlos Do Carmo Caetano e Silva Tavares 8.º Conde  da Azambuja.